# Josip Glasnović
Josip Glasnović (n. 7 mai 1983, Zagreb, Republica Socialistă Croația, RSF Iugoslavia) este un trăgător de tir ce a reprezentat Croația, medaliat olimpic. A participat la 3 ediții ale Jocurilor Olimpice (2008, 2016, 2020) în care a câștigat o medalie de aur.